# Paraeuchaeta pubera
Paraeuchaeta pubera is een eenoogkreeftjessoort uit de familie van de Euchaetidae. De wetenschappelijke naam van de soort werd in 1907 voor het eerst geldig gepubliceerd door Georg Ossian Sars.